# Ibn Rajab
ʿAbd al-Raḥmān Ibn Rajab (Baghdad, 1335 – Damasco, 14 luglio 1393) è stato un giurista arabo, di scuola giuridica hanbalita.

## Biografia
Zayn al-Dīn Abū l-Faraj ʿAbd al-Raḥmān ibn Aḥmad ibn ʿAbd al-Raḥmān ibn al-Ḥasan ibn Muḥammad ibn Abī l-Barakāt Masʿūd al-Sulamī al-Baghdadī al-Hanbalī, più noto semplicemente come Ibn Rajab al-Ḥanbalī era nipote di un rinomato studioso tradizionista. Suo padre, anch'egli di Baghdad, era stato del pari un dotto studioso. All'età di cinque anni, la famiglia di Ibn Rajab si trasferì a Damasco, poi viaggiò alla volta di Gerusalemme, dove Ibn Rajab studiò sotto al-Alla'i, quindi tornò a Baghdad e da lì si recò a Mecca. Mentre era a Mecca, suo padre dispose che suo figlio perfezionasse la sua preparazione nel campo della sharīʿa e dei ḥadīth.
Ibn Rajab viaggiò quindi per motivi di studio in Egitto prima di tornare a Damasco, dove tenne corsi per studenti a sue spese. Alcuni degli studiosi che gli furono maestri furono Ibn al-Naqīb (1294-1362), al-Subkī, al-Iraqī, Muḥammad ibn Ismāʿīl al-Khabbāz e Saʿīd al-Dīn al-Nawawi, ricevendo l'ijāza (il permesso di divulgare l'insegnamento ricevuto) da Ibn al-Naqīb e da Nawawī.
Studiò anche sotto Ibn al-Qayyim al-Jawziyya fin quando questi morì. Il Commentario di Ibn Rajab sui Quaranta ḥadīth di al-Nawawi (Jāmiʿ al-ʿUlūm wa al-Ḥikam) è il più ampio e di gran lunga il miglior commento disponibile. Verso la fine della propria vita, Ibn Rajab prese a compilare un Commento al Ṣaḥīḥ di Bukhārī, ma sfortunatamente riuscì a completare solo il capitolo relativo alle preghiere da svolgere in occasione dei funerali prima di morire. Aveva chiamato questo lavoro Fatḥ al-Bari e quanto scrisse fu pubblicato Da Ibn al-Jawzī in sette tomi. Questo corrisponde a meno di un sesto del capolavoro tradizionistico di Bukhārī e ci si può solo immaginare quanto ampio esso sarebbe potuto essere se egli fosse stato in grado di finire la sua fatica.
Venti anni dopo la sua morte, Ibn Hajar al-Asqalani cominciò il suo Commentario del Ṣaḥīḥ di Bukhārī e ad esso volle dare il medesimo nome del lavoro iniziato da Ibn Rajab per onorarne la memoria.

### Morte
Ibn Rajab morì a Damasco nella notte del 4 Ramadan 795 dell'Egira, all'età di 58 anni appena. Fu sepolto il giorno dopo nel cimitero di Bāb al-Saghīr.

## Opere

### Studi coranici
- Tafsīr Sūrat al-Ikhlās
- Tafsīr Sūrat al-Fātiha
- Tafsīr Sūrat al-Nasr
- Iʿrāb al-bismillāh
- al-Istighna bi-l-Qurʾān

### Studi di ḥadīth e interpretazioni
- Sharh Jāmiʿ al-Tirmidhī
- Sharh ʿIlal al-Tirmidhī
- Fath al-Bārī bi-Sharh Sahīh al-Bukhārī
- Jāmiʿ al-ʿulūm wa l-hikam fī sharh khamsina hadīthan min jawāmiʿ al-kalim (pubblicato in inglese sotto il titolo The Compendium of Knowledge and Wisdom dalla Turath Publishing Ltd., Londra, luglio 2007)
- Maʿa Dhi'bani Ja'ian ursila fī Ghanam
- Ikhtiyāa al-awla fī Sharh hadīth ikhtisām al-Mala al-Aʿala
- Nur al-iqtibas fī mishkat wasiyat al-Nabi li-Ibn ʿAbbas
- Ghayat al-nafa fī Sharh hadīth tamthīl al-muʾmin bi-khamat al-zara
- Kashf al-kurba fī wasfi hali Ahl al-ghurba

### Fiqh
- al-Istikhrāj fī ahkām al-kharāj
- al-Qawāʾid al-fiqhiyya
- Kitāb ahkām al-khawātim wa mā yat'alaqu biha

### Lavori storici e biografici
- al-Dhayl ʿalā tabāqāt al-Hanābila
- Mukhtasar Sirat ʿUmar ibn ʿAbd al-ʿAzīz
- Sīrat ʿAbd al-Malik ibn ʿUmar ibn ʿAbd al-ʿAzīz

### Altro
- Latāʾif al-maʿārif fimā li-mawāṣim al-ʿām min al-waẓāʾif
- al-Takhwīf min al-nār wa-l-ta'rīf bi-hali Dār al-Bawar
- al-Farq bayna al-nasīha wa-l-taʿbīr
- Ahwāl Ahl al-Qubūr